# Botanická zahrada UPJŠ Košice

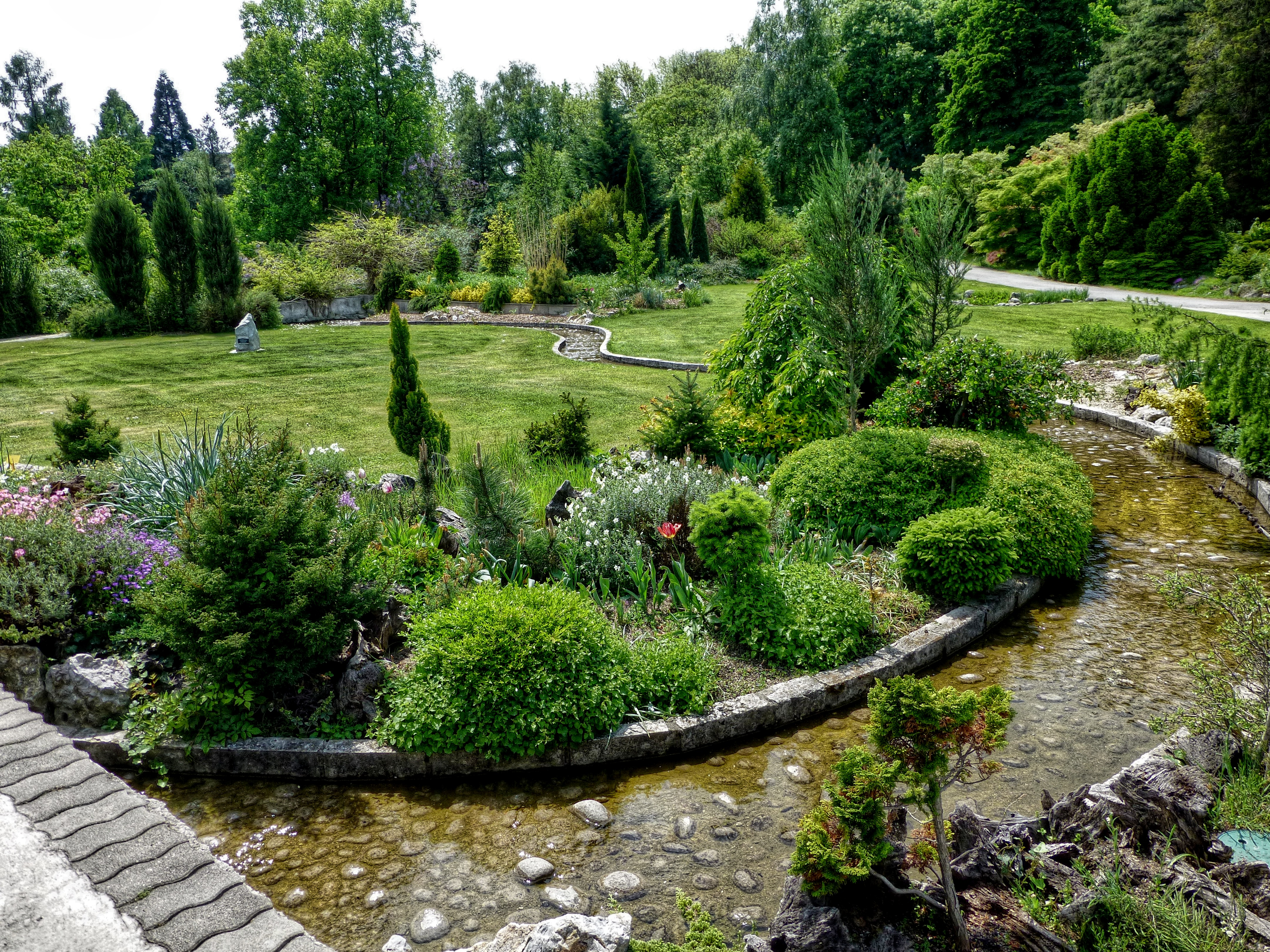
Venkovní expozice

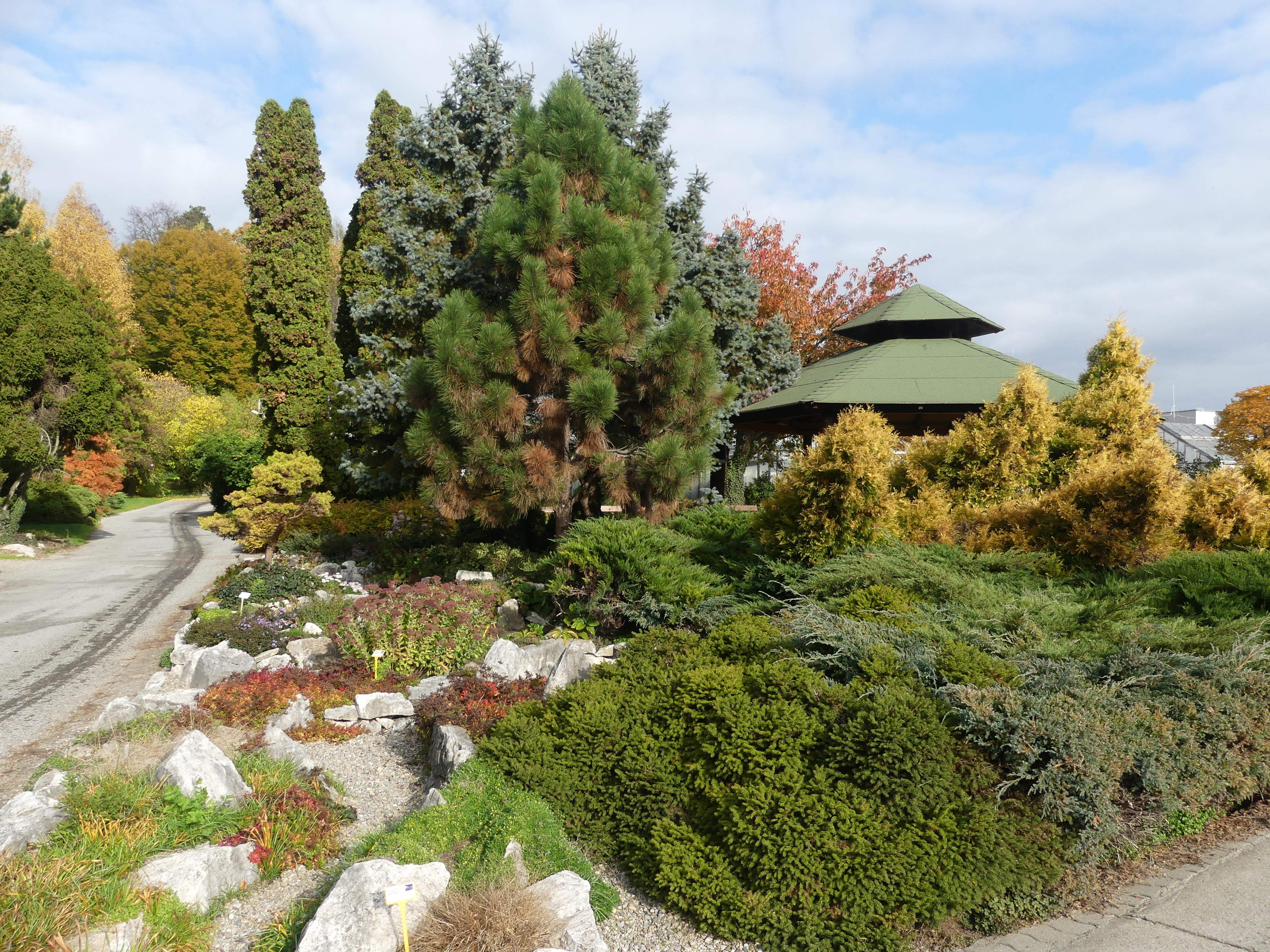
Venkovní expozice Botanické zahrady v Košicích.

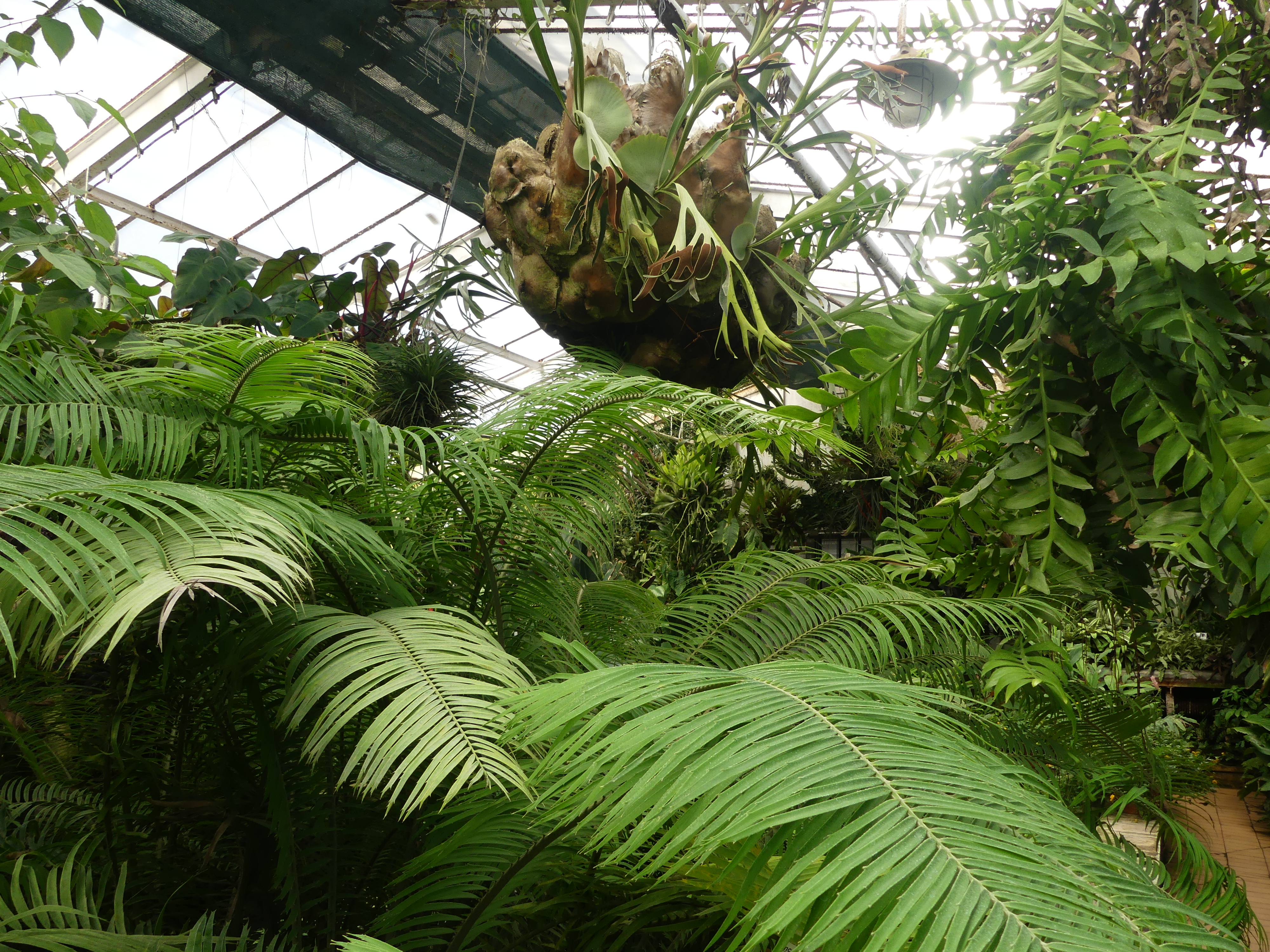
Tropický skleník Botanické zahrady v Košicích.

Botanická zahrada UPJŠ je botanická zahrada Univerzity Pavla Jozefa Šafárika v Košicích, největší botanická zahrada na Slovensku, v Košicích. Košická botanická zahrada je vybudována na úpatí kopců při severním okraji města na ploše 30 ha. Veřejnosti je zpřístupněna od roku 1950. Spolu se zde nachází téměř 4 000 rostlinných druhů, čímž se řadí mezi nejvýznamnější ve střední Evropě.
Expozice jsou rozděleny do dvou částí. Venkovní část tvoří skalka, rostliny podle léčivých účinků, vodní rostliny, ovoce a vše doplňuje rozsáhlý lesopark s mini ZOO.
Vnitřní část tvoří skleníky s tropickými a subtropickými rostlinami. Kromě rostlin je zde ukázka motýlů, exotického hmyzu a ryb.
Vzácná je zejména sbírka zhruba 1 200 kaktusů a sukulentů, což je údajně největší sbírka kaktusů na celém území bývalého Československa.
Zaujme i expozice nádherných orchidejí, hmyzožravých rostlin či dalších druhů tropické i subtropické flóry ve skleníku s plochou 1 742 m².
Košická botanická zahrada má od srpna 2002 statut chráněného areálu. Pracovníci zahrady se starají io 14 chráněných druhů z východního Slovenska, z nichž osm je kriticky ohrožených.
Byla založena v roce 1950, nabízí prohlídku tropické a subtropické flóry, dekorativní flóry a arboreta. Je proslulá svými vysokými Skleníky.